# Hugues Darmois
Hugues Darmois ist ein französischer Filmeditor, der auch unter dem Pseudonym Hachdé arbeitet.

## Leben
Hugues Darmois sammelte 1976 mit Claude Lelouchs Filmdramen Der Gute und die Bösen und Ein Hauch von Zärtlichkeit als Schnittassistent von Jacques Lefrançois erste Erfahrungen beim Film. Zwei Jahre später fertigte er zusammen mit Sophie Bhaud den Schnitt von Lelouchs Ein Mann sucht eine Frau (1978) an. Für Lelouchs filmische Hommage an die Musik und den Tanz, Ein jeglicher wird seinen Lohn empfangen … (1981), erhielt Darmois zusammen mit Sophie Bhaud eine Nominierung für den César in der Kategorie Bester Schnitt. Darmois kam noch fünf weitere Male als Editor von Lelouchs Filmen zum Einsatz, so auch bei Weggehen und wiederkommen (1985).
Im Jahr 1986 erhielt Darmois eine BAFTA-Nominierung für seinen Tonschnitt von Francesco Rosis Carmen (1984), konnte sich jedoch abermals nicht gegen die Konkurrenz behaupten. Neben seiner Arbeit als Editor betätigt er sich seit 2003 bzw. 2006 auch als ausführender Film- und Musikproduzent. Von 2013 bis 2018 war er beim französischen Fernsehen für den Schnitt von 17 Folgen der Krimiserie Léo Mattéï – Brigade des Mineurs zuständig.

## Filmografie (Auswahl)
Filmschnitt
- 1978: Ein Mann sucht eine Frau (Robert et Robert)
- 1979: Allein zu zweit (À nous deux)
- 1980: Fantastica
- 1981: Ein jeglicher wird seinen Lohn empfangen … (Les uns et les autres)
- 1983: Edith und Marcel (Édith et Marcel)
- 1984: Viva la vie – Es lebe das Leben (Viva la vie!)
- 1984: Ekstase (Bolero)
- 1985: Weggehen und wiederkommen (Partir, revenir)
- 1986: Ein Mann und eine Frau – 20 Jahre später (Un homme et une femme, 20 ans déjà)
- 1987: Die Zeit des Verbrechens (Attention bandits!)
- 1987: Cayenne Palace
- 1987: Saxo – Musik in Dur und Mord (Saxo)
- 1989: Dunkle Leidenschaft (Les bois noirs)
- 1990: Jean Galmot – Flammen über Cayenne (Jean Galmot, aventurier)
- 1991: Gemischtes Doppel (Les clés du paradis)
- 1995: Hundert und eine Nacht (Les cent et une nuits de Simon Cinéma)
- 1997: Une femme très très très amoureuse
- 1998: Liebe auf den sexten Blick (Bimboland)
- 2002: Gangsters
- 2004: 36 tödliche Rivalen (36 Quai des Orfèvres)
- 2006: La piste
- 2009: Triff die Elisabeths! (La première étoile)
- 2012: Meine erste Liebe (Ma première fois)
- 2012: Willkommen in der Bretagne (Bowling)
- 2013: Eine ganz ruhige Kugel (Les invincibles)
- 2013–2018: Léo Mattéï – Brigade des Mineurs (TV-Serie, 17 Folgen)
- 2015: Vicky

Tonschnitt
- 1979: Die Hunde (Les chiens)
- 1984: Carmen

## Auszeichnungen
- 1982: Nominierung für den César zusammen mit Sophie Bhaud in der Kategorie Bester Schnitt für Ein jeglicher wird seinen Lohn empfangen…
- 1986: Nominierung für den BAFTA Award in der Kategorie Bester Ton zusammen mit Harald Maury, Dominique Hennequin und Bernard Leroux für Carmen